# Multiplex 3
Multiplex 3 byl jedním z definitivních multiplexů DVB-T v České republice. Do 31. října 2008 vysílal jako dočasný multiplex B. Původně byl provozován společností Czech Digital Group, ovšem v prosinci 2010 koupily tuto společnost České Radiokomunikace, které už předtím pro ni provozovaly vysílače. V rámci přechodu televizního vysílání na DVB-T2 byla síť postupně nahrazena multiplexem 23. K vypnutí posledního vysílače multiplexu 3 došlo 28. října 2020.

## Televizní a rozhlasové stanice multiplexu 3

### Celoplošné vysílání
| Aktuální televizní stanice       | logo | Bývalé televizní stanice                                     |
| -------------------------------- | ---- | ------------------------------------------------------------ |
| Prima Love (od 8. 3. 2011)       |      | TIP TV – do 1. 7. 2013                                       |
| Óčko (od 25. 6. 2012)            |      | Prima HD – vysílala pouze ve zrušené městské síti (viz níže) |
| Prima Zoom (od 1. 2. 2013)       |      | Z1 ukončila 24. 1. 2011 ve 23.59 své vysílání                |
| Óčko Star (od 1. 6. 2013)        |      | Public TV – do 18. 4. 2011                                   |
| Kino Barrandov (od 3. 4. 2015)   |      | TV Pětka (od 15. 10. 2012 do 4. 2. 2013)                     |
| Barrandov Krimi (od 13. 5. 2015) |      | Active TV (od 22. 4. 2013 do 11. 3. 2015)                    |
| Prima Max (od 20. 11. 2015)      |      | ČT :D/ČT art (od 9. 10. 2013 do 1. 4. 2018)                  |
| Seznam.cz TV (od 12. 1. 2018)    |      | Šlágr TV (od 19.11.2012 do 28. 8. 2020)                      |
| Prima Krimi (od 22. 3. 2018)     |      |                                                              |

### Regionální vysílání
| Aktuální regionální stanice | Bývalé regionální stanice                                                                                            |
| --------------------------- | --- |
|                             | Metropol TV (pouze region Praha a střední Čechy)                                                                     |
|                             | Genus Plus (od 1. 2. 2012 do 31. 1. 2013; 31. 1. 2013 ukončila ve 23.59 své vysílání)                                |
|                             | TV Noe (vysílala pouze ve zrušené městské síti, nově v Regionální síti 8)                                            |
|                             | TV ZAK (od 15. 1. 2012, do 31. 12. 2014; pouze region Karlovy Vary a Plzeň)                                          |
|                             | Jihočeská televize (pouze region České Budějovice; do 20. 11. 2015 – kvůli kanálu Prima Max, později v multiplexu 4) |
|                             | V1 (od 9. 9. 2012 do 20. 11. 2015; pouze region Východní Čechy, přesunuto do Regionální sítě 8, později v MUX 4)     |
|                             | TV POLAR (pouze region Ostrava, do 1. 2. 2016, později v multiplexu 4)                                               |
|                             | Sport 5 (později v Regionální síti 8)                                                                                |

| Rozhlasové stanice |
| ------------------ |
| Proglas            |

## Pokrytí signálem
Před vypínáním DVB-T multiplexů a nahrazováním DVB-T2 pokrýval multiplex 95,7 % obyvatel ČR. Pokrytí chybělo např. ve městech Břeclav, Mikulov, Aš, ve velké části Znojemska a dalších oblastech.

## Regionalizace vysílání
24. června 2011 oznámil operátor CDG možnost vysílání v multiplexu 3 pouze z vysílačů, které si klienti sami zvolí, ovšem pouze ve formátu MPEG-2 v SD rozlišení s datovým tokem 2,1 Mbit/s.
12. srpna 2011 využila TV Metropol jako první možnost regionálního vysílání v multiplexu 3 a vysílá pouze z vysílačů Praha-město a Praha-Cukrák.
15. ledna 2012 spustila v tomto multiplexu své regionální vysílání ZAK TV.
1. února 2012 spustila v tomto multiplexu své regionální vysílání Genus Plus.
5. března 2012 spustila v tomto multiplexu své regionální vysílání také ostravská televize TV Polar.
18. června 2012 spustila v tomto multiplexu své regionální vysílání také Jihočeská televize, bývalá TV GIMI.
9. září 2012 spustila vysílání V1 (Východočeská televize)
20. listopadu 2015 odešly z tohoto multiplexu regionální televize V1 a Jihočeská televize kvůli novému kanálu Prima Max
1. února opustila multiplex 3, kvůli kanálu Prima Max, regionální televize Polar. Nyní již v multiplexu nevysílá žádná regionální stanice.

## Pražská městská síť 3
Součástí multiplexu 3 byly také 3 vysílače nízkého výkonu (lokality Ládví, Strahov, Zelený pruh) bývalého přechodného multiplexu B na 46. kanále. Vysílání z těchto vysílačů na rozdíl od ostatních technicky nezajišťovaly České radiokomunikace. Jejich vysílání obsahovalo oproti republikové variantě multiplexu 3 navíc program TV Noe a testovací vysílání Prima HD. Rozhodnutím ČTÚ z 22. července 2010 CDG o tento kanál přišla. Podle ČTÚ šlo o zbytečné duplicitní vysílání na dvou kanálech v jednom městě

## Technické parametry sítě
Multiplex 3 vysílal do vypnutí s následujícími technickými parametry:
| Standard | ID sítě | Vysílací mód | Modulace datových nosných | Kódový poměr (FEC) | Ochranný interval | Přenosová rychlost |
| -------- | ------- | ------------ | ------------------------- | ------------------ | ----------------- | ------------------ |
| DVB-T    |         | 8K           | 64-QAM                    | 3/4                | 1/8               | 24,9 Mbit/s        |